# Вариз (Мозель)
Вари́з (фр. Varize) — коммуна во французском департаменте Мозель региона Лотарингия. Относится к кантону Буле-Мозель.

## Географическое положение
Вариз расположен в 21 км к востоку от Меца. Соседние коммуны: Эльстроф на северо-востоке, Брук на востоке, Банне и Бьонвиль-сюр-Нье на юге, Курсель-Шоси на юго-западе, Конде-Нортан на северо-западе.

## История
- Упоминается в 893 году как «Wibilis Kiricha».
- Коммуна бывшего герцогства Лотарингия, принадлежала аббатству Сент-Гроссенд в Меце.
- Замок сэров де Вариз.
- Был в составе эксклава Равиль, принадлежавший австрийской короне, который вошёл в состав Франции в 1769 году.

## Демография
По переписи 2008 года в коммуне проживало 499 человек. 

## Достопримечательности
- Следы древнеримского тракта.
- Развалины крепостного замка де Вариз XIV века
- Церковь Сен_мартен 1733 года, три нефа 1849 года, кастральная часовня XIV века, витражи Марешаля XIX века.
- Часовня Нотр-Дамде-Водонкур, 1849 года.